# シルバー・エアウェイズ
シルバー・エアウェイズ（Silver Airways Corp.）はかつてアメリカ合衆国フロリダ州フォートローダーデールを本拠におく航空会社であった。

## コードデータ
- IATA航空会社コード：3M
- ICAO航空会社コード：SIL
- コールサイン：SILVER WINGS

## 概要
小型機による、ローカル路線の運航に就いている。ユナイテッド航空、コパ航空とコードシェア協定を結んでいる他、ユナイテッド・エクスプレスにも参加している。
2025年6月11日、シルバーエアウェイズは、ウェックスフォードキャピタルに資産を売却し、ウェックスフォードキャピタルが航空会社の運航停止を決定したことを受けて全便の運航を停止した。

## 沿革
- 1988年10月 - 設立。
- 1990年12月1日 - 運航開始。
- 1998年8月 - パラダイスインターナショナル航空を吸収。
- 2010年11月 - 連邦倒産法第11章の適用を受け破産。
- 2011年5月 - Victory Park Capitalに買収される。
- 2011年12月 - 社名をガルフストリーム航空からシルバー・エアウェイズに変更。
- 2025年6月 - すべての運航を即時停止し、ウェックスフォードキャピタルに会社を売却すると報じた。

## 就航都市
28都市（2025年6月現在）に就航。そのうちの一部を掲載。

### アメリカ合衆国（国内線）
- フォートローダーデール、タンパ、ジャクソンビル、キーウェスト、オーランド、テューペロ

### バハマ
- フリーポート

## 使用機材

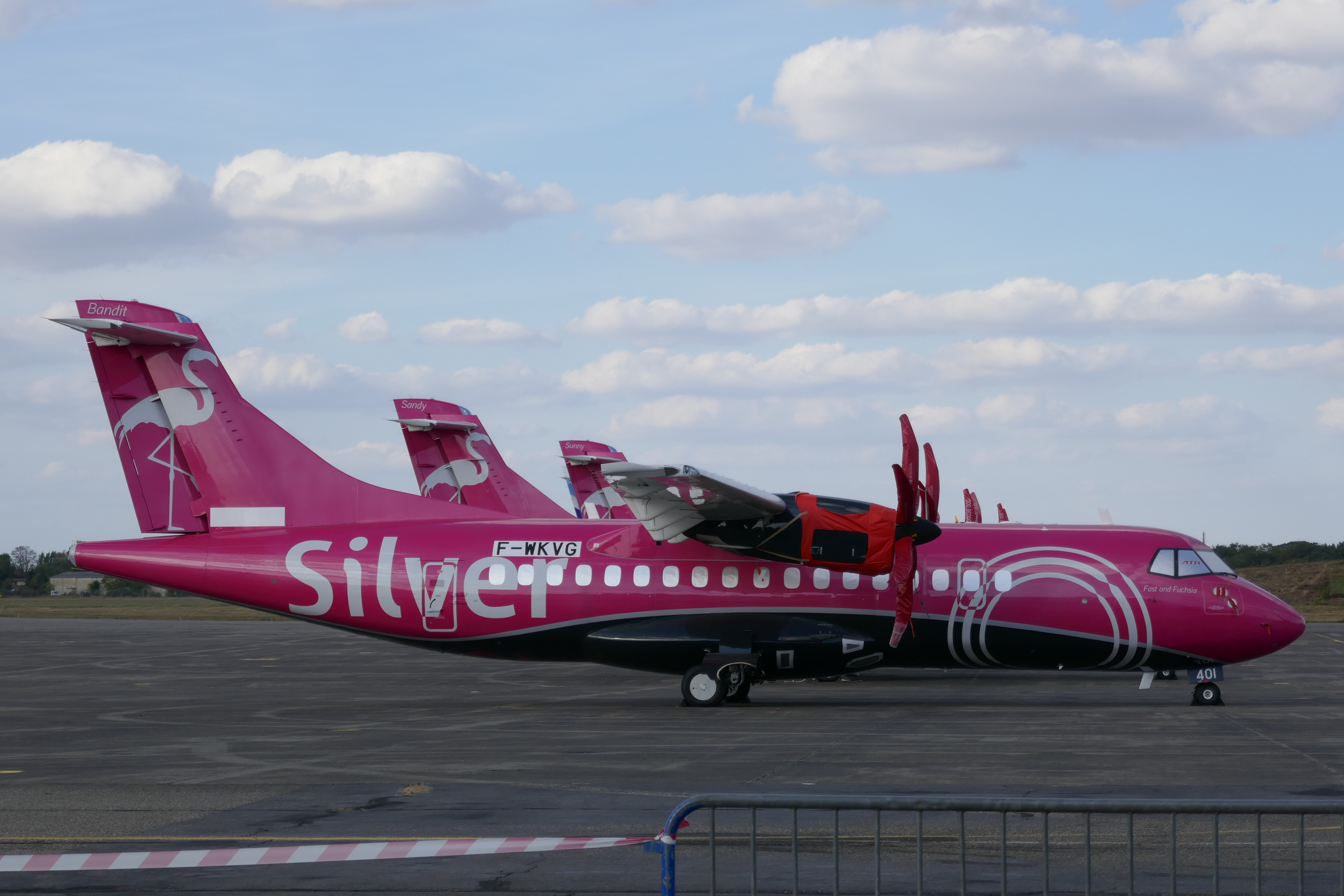
シルバーエアウェイズのATR 42-600

| ATR 42 | 3 | — | — | 46 |  |  |  |  |  |
| ATR 72 | 5 | — | — | 70 |  |  |  |  |  |
| 合計   | 8 | — | — |    |  |  |  |  |  |